# Valigny
Valigny ist eine französische Gemeinde mit 376 Einwohnern (Stand 1. Januar 2022) im Département Allier in der Region Auvergne-Rhône-Alpes (vor 2016 Auvergne). Sie gehört zum Arrondissement Montluçon und zum Kanton Bourbon-l’Archambault.

## Geographie
Valigny liegt an der Grenze zum Département Cher am Oberlauf des Auron, etwa 45 Kilometer nordwestlich von Moulins.
Der Auron wird in Valigny zum Étang de Goule aufgestaut, der zur Wasserversorgung des ehemaligen Schifffahrtskanals Canal de Berry herangezogen wurde.

### Nachbargemeinden
Umgeben ist Valigny von den Nachbargemeinden Bessais-le-Fromental im Nordwesten und Norden, Saint-Aignan-des-Noyers im Norden, Lurcy-Lévis im Nordosten und Osten, Couleuvre im Osten und Südosten sowie Isle-et-Bardais im Süden und Westen.

## Bevölkerungsentwicklung
| Jahr      | 1962 | 1968 | 1975 | 1982 | 1990 | 1999 | 2011 | 2019 |
| Einwohner | 781  | 751  | 639  | 599  | 527  | 441  | 387  | 376  |

## Sehenswürdigkeiten
- Priorat und Kirche Notre-Dame aus dem 14. Jahrhundert